# Staphylococcus lugdunensis
Staphylococcus lugdunensis (Freney et al., 1988) è un batterio appartenente al genere Staphylococcus caratterizzato da una spiccata patogenicità e aggressività.
Provoca lesioni invasive che lo fanno assomigliare a Staphylococcus aureus: lo si trova associato a casi di endocardite spesso mortali, osteomielite e setticemia, anche se sulla cute umana non è generalmente pericoloso e ha ruolo di commensale.
La sua caratteristica pressoché costante è la variabilità delle dimensioni delle colonie e la sua capacità di secernere ornitina, a differenza della maggior parte degli altri stafilococchi. Questa caratteristica può essere utile al giorno d'oggi per identificarlo precocemente, mentre un tempo era comune confondere questa specie con le affini Staphylococcus hominis e Staphylococcus aureus.
Le colonie sono solitamente di colore giallastro, emolitiche ed emanano un caratteristico odore: dopo un'incubazione di due giorni, raggiungono generalmente un diametro di tre millimetri.
Recentemente è stato rivalutato il suo ruolo in competizione con lo Staphylococcus aureus. In un recente studio sono state analizzate le cavità nasali di differenti pazienti ospedalizzati ed è stato osservato in che modo competono l'uno con l'altro, risultando entrambi presenti in un solo caso. 
Da quest'osservazione è stato possibile trovare una molecola, battezzata lugdunina che risulta essere efficace nel trattamento delle infezioni da Staphylococcus aureus e potrebbe risultare promettente come nuova terapia antibiotica.